# Кульбатыров, Халлы Батырович
Халлы Батырович Кульбатыров (11 мая 1911, а. Кара-Конгур, Асхабадский уезд, Закаспийская область, Туркестанский край, Российская империя — 20 февраля 1984, Туркменская ССР, СССР) — советский туркменский хозяйственный, государственный и партийный деятель.

## Биография
Родился 11 мая 1911 в ауле Кара-Конгур Асхабадского уезда Закаспийской области Туркестанского края Российской империи (в советское время — в составе Кировского района Ашхабадской области Туркменской ССР, ныне в составе Бабадайханского этрапа Ахалского велаята Туркменистана). Член ВКП(б) с 1940.
С 1930 года — на хозяйственной, общественной и политической работе. В 1930—1976 гг. — на советской и партийной работе в Ашхабаде, участник Великой Отечественной войны, гвардии капитан, командир стрелковой роты 32-го гвардейского Брестского полка, на партийной работе в Туркменской ССР, 1-й секретарь Красноводского областного комитета КП Туркменистана, председатель Исполнительного комитета Ташаузского областного Совета, начальник Главного управления по торговле автомобилями, тракторами, сельскохозяйственными материалами, запасными частями и другими товарами производственного назначения для сельского хозяйства при СМ Туркменской ССР, председатель Объединения СМ Туркменской ССР «Туркменсельхозтехника».
Избирался депутатом Верховного Совета Туркменской ССР III—VIII созывов.
Умер до 1985 года.